# Tiro ai Giochi della XXXIII Olimpiade - Carabina 50 metri 3 posizioni femminile
La gara di carabina 50 metri 3 posizioni femminile ai Giochi della XXXIII Olimpiade di Parigi si è svolta dal 1º al 2 agosto 2024 presso il poligono di tiro di Châteauroux. Hanno preso parte alla competizione 32 tiratrici in rappresentanza di 22 nazioni.
La competizione è stata vinta dalla tiratrice svizzera Chiara Leone, mentre la statunitense Sagen Maddalena e la cinese Zhang Qiongyue hanno ottenuto rispettivamente l'argento e il bronzo.

## Record
Prima della competizione, il record del mondo e il record olimpico nella specialità carabina 50 metri 3 posizioni femminile erano i seguenti:
| Record qualificazioni | Record qualificazioni                                   | Record qualificazioni                                   | Record qualificazioni                                   |
| --------------------- | ------------------------------------------------------- | ------------------------------------------------------- | ------------------------------------------------------- |
| Record mondiale       | 596                                                     | Jenny Stene Norvegia                                    | 15 settembre 2022 Breslavia, Polonia                    |
| Record olimpico       | Non stabilito: l'ISSF ha cambiato regolamento l'8.05.23 | Non stabilito: l'ISSF ha cambiato regolamento l'8.05.23 | Non stabilito: l'ISSF ha cambiato regolamento l'8.05.23 |
| Record finali         |                                                         |                                                         |                                                         |
| Record mondiale       | 469,6                                                   | Sift Kaur Samra India                                   | 27 settembre 2023 Hangzhou, Cina                        |
| Record olimpico       | 463,9                                                   | Nina Christen Svizzera                                  | 31 luglio 2021 Tokyo, Giappone                          |

## Programma
| Data           | Ora (UTC+2) | Evento         |
| -------------- | ----------- | -------------- |
| 1º agosto 2024 | 12:00       | Qualificazioni |
| 2 agosto 2024  | 09:30       | Finale         |
| Fonte:         |             |                |

## Risultati

### Qualificazioni
| Pos.   | Tiratore              | Nazione                     | In ginocchio | Sdraiato | In piedi | Totale  | Note |
| ------ | --------------------- | --------------------------- | ------------ | -------- | -------- | ------- | ---- |
| 1      | Sagen Maddalena       | Stati Uniti                 | 198          | 200      | 195      | 593-45x | Q    |
| 2      | Zhang Qiongyue        | Cina                        | 199          | 199      | 195      | 593-40x | Q    |
| 3      | Chiara Leone          | Svizzera                    | 196          | 199      | 197      | 592-29x | Q    |
| 4      | Oyuunbatyn Yesügen    | Mongolia                    | 193          | 199      | 197      | 589-40x | Q    |
| 5      | Jeanette Hegg Duestad | Norvegia                    | 195          | 199      | 195      | 589-34x | Q    |
| 6      | Natalia Kochańska     | Polonia                     | 195          | 198      | 196      | 589-30x | Q    |
| 7      | Nadine Ungerank       | Austria                     | 197          | 197      | 195      | 589-27x | Q    |
| 8      | Stephanie Grundsøe    | Danimarca                   | 196          | 199      | 194      | 589-26x | Q    |
| 9      | Jolyn Beer            | Germania                    | 196          | 198      | 193      | 587-29x |      |
| 10     | Alexandra Le          | Kazakistan                  | 195          | 198      | 194      | 587-28x |      |
| 11     | Anna Janßen           | Germania                    | 197          | 198      | 192      | 587-27x |      |
| 12     | Seonaid McIntosh      | Gran Bretagna               | 199          | 198      | 189      | 586-38x |      |
| 13     | Arina Altukhova       | Kazakistan                  | 195          | 200      | 191      | 586-35x |      |
| 14     | Rikke Maeng Ibsen     | Danimarca                   | 196          | 193      | 197      | 586-26x |      |
| 15     | Jenny Stene           | Norvegia                    | 194          | 198      | 193      | 585-37x |      |
| 16     | Veronika Blažíčková   | Rep. Ceca                   | 195          | 198      | 191      | 584-32x |      |
| 17     | Judith Gomez          | Francia                     | 196          | 194      | 192      | 584-28x |      |
| 18     | Anjum Moudgil         | India                       | 196          | 194      | 194      | 584-26x |      |
| 19     | Lee Eun-seo           | Corea del Sud               | 193          | 197      | 193      | 583-35x |      |
| 20     | Aleksandra Pietruk    | Polonia                     | 192          | 197      | 193      | 582-30x |      |
| 21     | Nina Christen         | Svizzera                    | 193          | 197      | 192      | 582-23x |      |
| 22     | Geovana Meyer         | Brasile                     | 194          | 197      | 190      | 581-31x |      |
| 23     | Barbara Gambaro       | Italia                      | 193          | 197      | 192      | 580-26x |      |
| 24     | Darya Chuprys         | Atleti Individuali Neutrali | 193          | 197      | 192      | 579-23x |      |
| 25     | Mary Tucker           | Stati Uniti                 | 192          | 195      | 192      | 579-20x |      |
| 26     | Yarimar Mercado       | Porto Rico                  | 192          | 197      | 189      | 578-29x |      |
| 27     | Han Jiayu             | Cina                        | 195          | 197      | 186      | 578-26x |      |
| 28     | Lisbet Hernández      | Cuba                        | 191          | 197      | 190      | 578-25x |      |
| 29     | Eszter Mészáros       | Ungheria                    | 196          | 198      | 193      | 577-29x |      |
| 30     | Im Ha-na              | Corea del Sud               | 192          | 195      | 190      | 577-21x |      |
| 31     | Sift Kaur Samra       | India                       | 193          | 195      | 187      | 575-22x |      |
| 32     | Shannon Westlake      | Canada                      | 187          | 193      | 187      | 567-16x |      |
| Fonte: |                       |                             |              |          |          |         |      |

### Finale
| Pos.    | Tiratore              | Serie        | Serie        | Serie        | Serie    | Serie    | Serie    | Serie    | Serie    | Serie    | Serie    | Serie    | Serie    | Serie    | Totale | Note            |
| Pos.    | Tiratore              | In ginocchio | In ginocchio | In ginocchio | Sdraiato | Sdraiato | Sdraiato | In piedi | In piedi | In piedi | In piedi | In piedi | In piedi | In piedi | Totale | Note            |
| Pos.    | Tiratore              | 1            | 2            | 3            | 4        | 5        | 6        | 7        | 8        | 9s41     | 9s42     | 9s43     | 9s44     | 9s45     | Totale | Note            |
| ------- | --------------------- | ------------ | ------------ | ------------ | -------- | -------- | -------- | -------- | -------- | -------- | -------- | -------- | -------- | -------- | ------ | --------------- |
| Oro     | Chiara Leone          | 52.0         | 51.6         | 52.6         | 51.1     | 52.6     | 53.2     | 50.2     | 51.1     | 10.2     | 8.8      | 10.5     | 9.7      | 10.8     | 464.4  | Record olimpico |
| Argento | Sagen Maddalena       | 52.2         | 52.2         | 51.5         | 52.3     | 53.0     | 52.8     | 47.8     | 51.1     | 9.9      | 10.8     | 9.4      | 9.9      | 10.1     | 463.0  |                 |
| Bronzo  | Zhang Qiongyue        | 50.5         | 52.8         | 52.7         | 52.1     | 52.3     | 52.9     | 51.4     | 51.1     | 8.5      | 8.8      | 10.1     | 9.7      | N.D.     | 452.9  |                 |
| 4       | Jeanette Hegg Duestad | 51.0         | 51.9         | 51.8         | 52.1     | 52.9     | 52.6     | 51.0     | 48.0     | 10.9     | 10.6     | 9.7      | N.D.     | N.D.     | 442.5  |                 |
| 5       | Nadine Ungerank       | 51.9         | 52.1         | 52.2         | 50.6     | 52.0     | 53.2     | 50.3     | 50.9     | 9.9      | 9.0      | N.D.     | N.D.     | N.D.     | 432.1  |                 |
| 6       | Natalia Kochańska     | 50.5         | 50.9         | 51.8         | 52.0     | 51.1     | 50.6     | 49.9     | 51.3     | 10.4     | N.D.     | N.D.     | N.D.     | N.D.     | 418.5  |                 |
| 7       | Oyuunbatyn Yesügen    | 50.7         | 51.1         | 51.7         | 50.8     | 51.9     | 51.1     | 48.5     | 51.8     | N.D.     | N.D.     | N.D.     | N.D.     | N.D.     | 407.6  |                 |
| 8       | Stephanie Grundsøe    | 51.3         | 50.7         | 50.7         | 52.6     | 52.2     | 51.6     | 50.7     | 46.6     | N.D.     | N.D.     | N.D.     | N.D.     | N.D.     | 406.4  |                 |
| Fonte:  |                       |              |              |              |          |          |          |          |          |          |          |          |          |          |        |                 |